# Денежная реформа Павла I
Финансово-монетная реформа 1796—1798 годов — в основном неудавшаяся попытка преобразования денежной системы в России, предпринятая императором Павлом I.

## Предпосылки
В 1769 году из-за роста военных расходов и нехватки серебра императрица Екатерина II ввела в России Ассигнационный рубль. Он разменивался только на медные монеты. До конца царствования императрицы основное хождение имели ассигнации и медь. Золото практически не встречалось в широком обращении: его использовали только при дворе и  при внешнеторговых расчетах. Серебро (за исключением мелкой монеты) также не имело широкого хождения. Из-за активной эмиссии ассигнации перестали обеспечиваться серебром и к 1796 году  они обесценились до 70 копеек серебром за рубль ассигнациями, возросла инфляция.
Из-за инфляция выросли и закупочные цены на медь, что привело к убыточности выпуска монеты: ремесленникам и промышленникам стало выгоднее изымать медные монеты из обращения и использовать их как ломовый материал для изготовления медных изделий. В 1792 году был утвержден проект графа П. А. Зубова по переделке медной монеты из 16-рублевой в 32-рублевой стопу (то есть из пуда меди планировалось чеканить монет номиналом не на 16 рублей, а уже на 32 рубля, т.е. монеты чеканились у́же и тоньше). Для подготовки перечекана всей имевшийся монеты началась подготовка оборудования монетных дворов, однако до смерти Екатерины II 6 (17) ноября 1796 года эта работа завершена не была.

## Цели реформы
После восшествия на престол Павел I задумал стабилизировать финансовую систему империи и уменьшить инфляцию. Для этого он хотел прекратить хождение бумажных ассигнаций и ввести биметаллическую денежную систему с привлекательной для населения и торговцев полновесной монетой: с золотыми монетами, изготовленными по стопе голландских дукатов, а серебряными — по стопе германского талера (на тот момент — самых популярных монет в международной торговле). Для решения проблем с медными монетами первоначально планировалось завершить зубовскую реформу по смене их стопы, но после обсуждения в Государственном совете в декабре 1796 года решено было ее отменить, а уже изготовленные монеты по 32-рублевой стопе перебить обратно в 16-рублевую.

## Хронология
6 (17) ноября 1796 года Павел I вступил на трон после смерти матери. Подготовку реформы он возложил на двух сановников: графа А. Н. Самойлова и князя А. Б. Куракина (впрочем, уже 4 декабря Самойлов был отправлен в отставку).
12 (23) ноября 1796 года Павел I одобрил предложенные Самойловым эскизы новых монет больших номиналов со своим портретом, однако уже 24 ноября, по-видимому, ознакомившись с готовыми монетами, изготовленными по новым штемпелям, отказался от своего портрета на них. Вместо такого портрета он утвердил картуш с надписью «Не нам, не нам, а имени твоему». Эта надпись является сокращенной версией Псалма «Не нам, Господи, не нам, но имени Твоему дай славу» (Пс. 113:9, в западной нумерации — 115:1). Эта фраза была девизом ордена Тамплиеров.
Одновременно с утверждением облика монет Павел I начал подготовку к проведению финансовой реформы.
15 декабря (4 декабря) 1796 года он издал указ, согласно которому в декабре 1796 года на площади перед Зимним дворцом должны были быть сожжены лишние  5 млн рублей ассигнациями из запасов Ассигнационного банка, а в январе — еще дополнительно такие же необеспеченные драгметаллом 6,7 млн бумажных ассигнаций.
Указом от 2 (13) декабря 1796 года и манифестом от 20 (31) января 1797 года своим манифестом Павел I утвердил новые характеристики для монеты. Рубль должен был чеканиться из серебра 83-й с 2/3-ми пробы и должен был соответствовать ефимку или талеру (или 50 штиверам). Для сравнения, у серебряных монет Екатерины II была только 72 проба серебра . Золотую монету при Павле полагалось делать с пробой 94-й с  2/3-ми вместо 88-й пробы при Екатерине.
Однако уже 3 (14) октября 1797 год вышел новый манифест императора, согласно которому весовой размер новых чеканных монетных рублей сокращался до 19 рублей и 75 копеек из фунта серебра, то есть возвращался к тому же, что действовал при Екатерине II. Проба монет так же осталась прежней.
Поскольку планируемый обмен ассигнаций на медную монету требовал массовой чеканки такой монеты, Павел I распорядился построить новый монетный двор — Банковский, с оснащением его современными паровыми машинами, закупленными в Англии. Такой двор расположился в здании Ассигнационного банка и заработал в 1799 году. Поскольку запасов серебра и золота на такую большую эмиссию в стране не было, был введен сбор таможенной пошлины золотом и серебром, а 
так же объявлен выкуп серебра, а сам император распорядился переплавить на монету даже  серебряные сервизы из своих дворцов.
Обмен ассигнаций на серебро и золото начался в Петербург с 1 января 1797 года, а в Москве — с 1 мая. При этом были установлены ограничения: не более 10 рублей золотом и 40 рублей серебром в одни руки. Обмен на медь шел без ограничений.
Но уже в декабре 1797 года Павел Петрович  был вынужден  создать Вспомогательный банк для поддержки дворянских имений, который начал выдавать им ссуды ассигнациями. Фактически это был механизм скрытой бумажной эмиссии при Павле I: ассигнаций было напечатано на колоссальную сумму 59 млн рублей. Однако тогда это было объявлено временной мерой, и ассигнации даже были признаны в качестве государственного долга.
В конце 1798 года стало окончательно ясно, что возможностей для планируемого выкупа всех ассигнаций у казны нет драгоценного металла. В этот момент в стране уже обращалось 157 миллионов рублей бумажных денег. Годовой доход бюджета при этом составлял всего лишь  70-80 миллионов, то есть на проводимую реформу требовалось бы полностью отменить все остальные государственные  расходы сроком на два года.
21 сентября (2 октября) 1798 год из-за провала плохо рассчитанной денежной реформы князь Куракин был отправлен Павлом Петровичем в отставку, несмотря на то, что князь Куракин был ближайший любимый друг Павла Первого с самого детства и юности.

## Выпуск монет и банкнот
Всего за годы правления Павла I золотых монет было начеканено на 3 млн руб., выпуск незначительно превышал чекан Екатерины II. Из этой суммы 1,7 млн руб. приходился на пятирублевые монеты. Изготовление червонцев составило 400 тыс. (их чеканили только в 1797 г.). Выпуск серебряной монеты — 13 млн руб. Из серебра чеканились все номиналы, кроме 15 и 20 копеек.

## Итоги
Реформа финансов была заведомо обречена на провал: Павел I, планируя ее, во многом вдохновлялся идеалистическими представлениями своего времени о вреде бумажных денег и, вероятно, даже не представлял себе трудности отказа от них. Для финансирования кампаний в рамках второй антифранцузской коалиции, а затем к подготовке войны против Англии Павлу I потребовалось напечатать в общей сложности 54 млн рублей ассигнациями, что составляло треть суммы ассигнаций,  выпущенной за 27 лет его матерью (157 млн).
Не удалось Павлу I и ввести в серию новые ассигнационные рубли. Банкноты образца 1802 года известны только в образцах.
Лишь в 1839—1843 годах в России прошла реформа Е. Ф. Канкрина, которой был введен серебряный стандарт.